# Нето Боржес
Нето Боржес (порт. Neto Borges, нар. 13 вересня 1996, Саубара) — бразильський футболіст, захисник англійського клубу «Мідлсбро».

## Клубна кар'єра
Народився 13 вересня 1996 року в місті Саубара. Вихованець юнацьких команд футбольних клубів «Віторія» (Салвадор) та «Ріо-Бранку».
У дорослому футболі дебютував 2017 року виступами за «Бока Жуніор», згодом захищав кольори команд «Ітабаяна» і «Тубарао», а вже 2018 року перебрався до Європи, ставши гравцем шведського «Гаммарбю».
За рік, у 2019, перебрався до бельгійського «Генка». Відразу стати основним гравцем команди з Генка не зумів і повернувся на батьківщину, де протягом 2020–2021 років на умовах оренди грав за «Васко да Гама». 